# Raionul Svatove (pre-2020), Luhansk
Svatove (în ucraineană Сватівський район, transliterat: Svativskîi raion) este un raion în regiunea Luhansk, Ucraina. Reședința sa este orașul Svatove.

## Demografie
Componența lingvistică a raionului Svatove
     Ucraineană (91,84%)
     Rusă (7,55%)
     Alte limbi (0,25%)
Conform recensământului din 2001, majoritatea populației raionului Svatove era vorbitoare de ucraineană (91,84%), existând în minoritate și vorbitori de rusă (7,55%).